# Marienhøj Plantage
Marienhøj Plantage är en skog i Danmark. Den ligger i Region Nordjylland, i den norra delen av landet, 1 km nordväst om Hadsund.